# Sinus Asperitatis

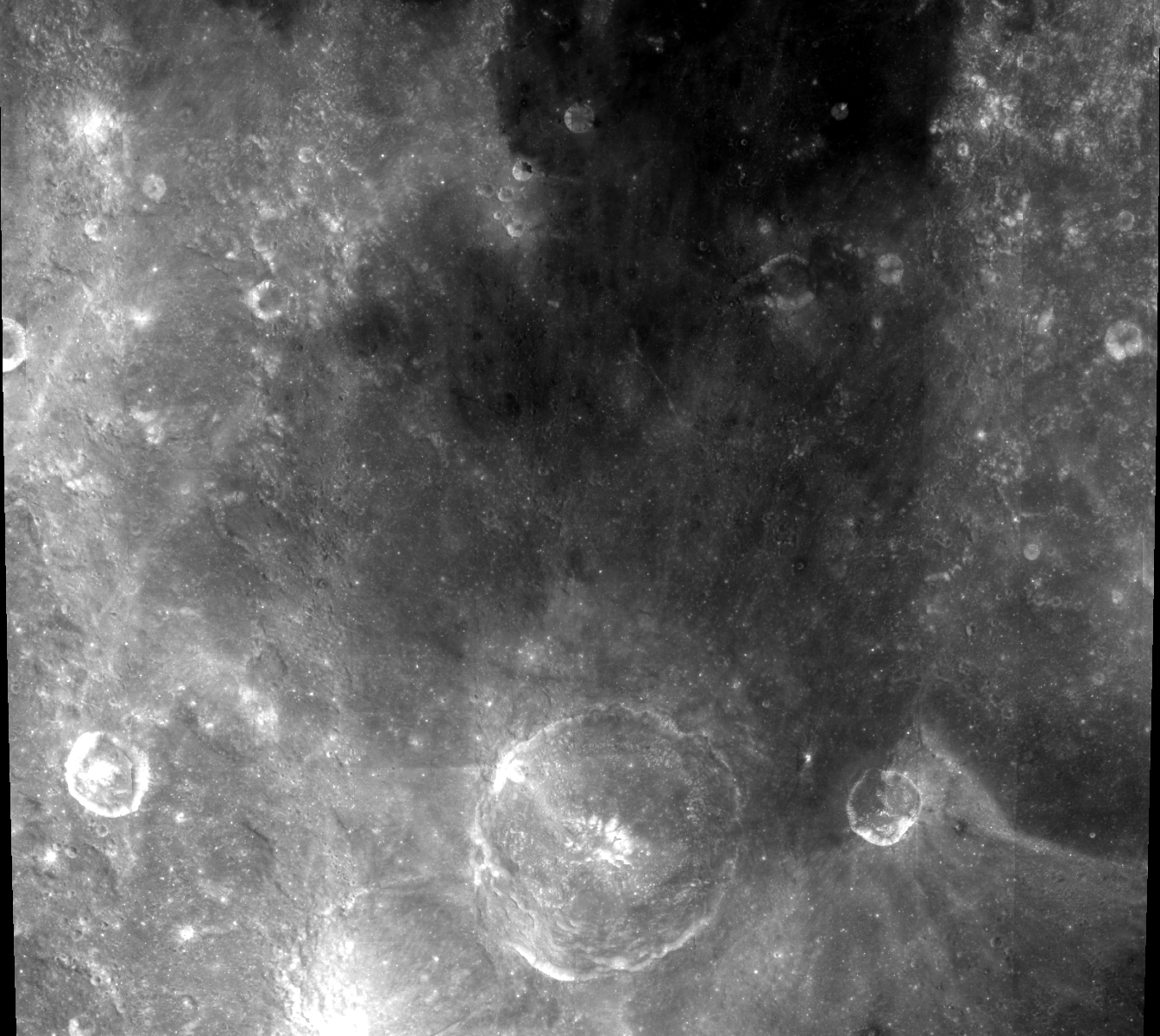
Sinus Asperitatis. Velký kráter dole uprostřed je Theophilus, od něj napravo leží menší Mädler.

Sinus Asperitatis (česky Záliv bouřlivosti nebo Záliv drsnosti) je plocha měsíčního moře na přivrácené straně Měsíce, která spojuje Mare Tranquillitatis (Moře klidu) ze severu a Mare Nectaris (Moře nektaru) z jihovýchodu. Název vystihuje, že se jedná o nerovnou oblast s průměrem cca 220 km. Na západě a východě ji ohraničuje nepravidelný terén. Střední selenografické souřadnice zálivu jsou 5,4° J a 27,5° V.
V severní části zálivu leží nevelký kráter Torricelli. Na jihu se nachází dvojice velkých kráterů Theophilus a Cyrillus, na hranici s Mare Nectaris leží kráter Mädler.